# Robert Phillipson
Robert Henry Lawrence Phillipson (født 18. marts 1942 i Gourock, Skotland)  har siden 2000 været Forskningsprofessor i engelsk ved Handelshøjskolen i København. 
Phillipson har præsteret et omfattende forfatterskab, der blandt andet inkluderer hans bestseller Linguistic Imperialism, et værk om angelsaksisk sprogimperialisme. Han fik sin doktorgrad fra Universiteit van Amsterdam. 
Han er far til skuespilleren Caspar Phillipson.